# Ptinus podolicus
Ptinus podolicus is een keversoort uit de familie klopkevers (Ptinidae). De wetenschappelijke naam van de soort werd in 1991 gepubliceerd door Iablokoff-Khnzorian & Karapetyan.